# Zelus longipes
Zelus longipes är en insektsart som först beskrevs av Carl von Linné 1767.  Zelus longipes ingår i släktet Zelus och familjen rovskinnbaggar. Inga underarter finns listade i Catalogue of Life.